# Емблема Демократичної Республіки Конго
Державна емблема Демократи́чної респу́бліки Ко́нго змінювалася кілька разів починаючи з 1997 року. Поточна емблема зображує голову леопарда, ліворуч від неї розташовується бивень слона, а справа спис. Нижче написано національний девіз: «Правосуддя, Мир, Труд» (фр. Justice, Paix, Travail). Цей варіант був прийнятий 18 лютого 2006 року Президентом Джозефом Кабілією.

## Галерея
Стара емблема зразка 2003 року, зображувала оточені колоссям три руки, що тримають одна одну. Нагорі зображена голова лева, а в основі девіз: «Демократія, Правосуддя, Єдність» (фр. Démocratie, Justice, Unité).
Герб ДР Конго в 1999 році складався зі світло-блакитного щита, всередині якого розташована велика жовта зірка, вище якої є шість менших зірок. Цей герб був введений разом з національним прапором.
Ще давніший варіант — герб (Заїра) з 1964 по 1997 роки, який зображував голову леопарда, нижче неї пару пересічених копій, а навколо гілка і бивень слона. Девіз «Правосуддя, Мир, Труд» (фр. Paix, Justice, Travail) написаний на білій стрічці, під списами. 1 серпня 1964 року був офіційно введений цей герб, відразу, після здобуття ДР Конго незалежності.

Герб Вільної держави Конго (1885 — 1908)
Герб Бельгійського Конго (1908–1960)
Герб Демократичної республіки Конго (1963–1971)
Герб Заїра (1971–1997)
Герб Конго (1997–1999)
Герб Конго (1999–2003)
Герб Конго (2003–2006)